# Едльня-Летниско (гмина)
Едльня-Летниско (пол. Jedlnia-Letnisko) — сельская гмина (волость) в Польше, входит как административная единица в Радомский повет, Мазовецкое воеводство. Население — 11 222 человека (на 2004 год).

## Демография
| Перепись                       | Всего   | Всего | Женщины | Женщины | Мужчины | Мужчины |
| ------------------------------ | ------- | ----- | ------- | ------- | ------- | ------- |
| Единицы                        | человек | %     | человек | %       | человек | %       |
| Население                      | 11 222  | 100   | 5602    | 49,9    | 5620    | 50,1    |
| Плотность населения (чел./км²) | 171,1   | 171,1 | 85,4    | 85,4    | 85,7    | 85,7    |

## Сельские округа
1. Александрув
2. Антонювка
3. Цуднув
4. Давидув
5. Грошовице
6. Гзовице
7. Гзовице-Фольварк
8. Гзовице-Колёня
9. Едльня-Летниско
10. Лясовице
11. Марыно
12. Мыслишевице
13. Натолин
14. Пётровице
15. Раец-Подуховны
16. Раец-Шляхецки
17. Садкув
18. Садкув-Гурки
19. Сички
20. Слупица
21. Вжосув

## Соседние гмины
1. Гмина Гузд
2. Гмина Ястшембя
3. Гмина Пёнки
4. Пёнки
5. Радом